# Vladimir Velebit
Vladimir Velebit (Zadar, 19. kolovoza 1907. – Zagreb, 29. kolovoza 2004.) je jugoslavenski političar i diplomat.
Rođen u Zadru 1907. u obitelji mješovite nacionalnosti. Majka mu je bila Hrvatica, katolkinja dok su njegovi preci s očeve strane bili srpskog porijekla iz nekadašnje Vojne krajine, generacijama su bili visoki časnici u austrijskoj vojsci: pradjed Ilija i djed Dušan bili su austrijski generali, a otac Ljubomir prvo austrijski, a zatim jugoslavenski časnik, umirovljen u činu generala 1941. Supruga Vera Becić kći je hrvatskog slikara Vladimira Becića.
Školovanje je započeo u Temišvaru (sada u Rumunjskoj) na njemačkom jeziku, zatim nakon izbijanja Prvoga svjetskog rata u Trstu, pa onda u Beču, u privatnoj školi na francuskom (bila je to škola za djevojčice, gdje je uz njega bio samo još jedan dječak). Nakon završetka prvog svjetskog rata i propasti Austro-Ugarske obitelj seli u Zagreb. Vladimir je tada znao samo stotinjak riječi hrvatskoga i morao je uložiti znatan napor da nastavi školovanje u gimnaziji. Zatim žive u Čakovcu, pa u Varaždinu, gdje završava gimnaziju 1925. Studira na Pravnom fakultetu u Zagrebu. Godinu dana studira sociologiju u Parizu. 
Polaže sudački i odvjetnički ispit i služi kao stažist na Okružnom sudu u Nišu. Neočekivano je premješten u Leskovac, pod optužbom da je kao student bio aktivni ljevičar, što nije bilo točno. Povrijeđen zbog ove objede povezao se s ljevičarima i sudjelovao u osnivanju oporbenog tjednika Leskovačke nedeljne novine.  Zbog te djelatnosti opet je po kazni premješten u Prištinu; u to doba Kosovo je imalo ulogu jugoslavenskog Sibira gdje su upućivani politički nepoćudnici. Osniva čitalačku grupu koja se sastaje u njegovoj sobici, čita ljevičarske knjige i raspravlja o politici. Sreski načelnik naredio je pretres, ali bez rezultata jer je sva literatura bila legalna.
Kasnije postaje šef sreskog suda u Kičevu u južnoj Makedoniji), a zatim je premješten u Šid u Srijemu, gdje uspostavlja kontakt s članovima ilegalne komunističke partije.  Među njima je i Herta Haas, studentica Ekonomske visoke škole u Zagrebu, koja je živjela s Josipom Brozom Titom. Godine 1937. napušta sudački poziv i postaje odvjetnik u Zagrebu. Kao kurir prenosi poruke komunistima u inozemstvo. Godine 1939. u Istanbulu sreće generalnog sekretara KPJ Josipa Broza Tita. Mjesec dana kasnije u Zagrebu Tito ga učlanjuje u KPJ. Velebit surađuje s Josipom Kopiničem, agentom Kominterne u Zagrebu. Nabavlja radioodašiljač kojim je ljeti 1940. iz Zagreba uspostavljena veza s Moskvom, koja je funkcionirala za vrijeme čitavog Drugoga svjetskog rata i nikada nije bila otkrivena.
U ožujku 1942. iz Zagreba odlazi u partizane. Radi na organizaciji vojnih sudova u NOV. Od lipnja 1943. postaje časnik za vezu sa stranim vojnim misijama. Boravi u Egiptu i Italiji. Svibnja 1944. u Londonu sastaje se s Churchillom i obavlja mnoge druge političke razgovore. Zaslužan je za ustrojavanje ministarstva vanjskih poslova, iako nikad nije vršio dužnost ministra, nego samo pomoćnika. Ministri u tom razdoblju su Ivan Šubašić i Stanoje Simić.
U travnju 1948., suočen s optužbom da je engleski špijun, podnosi ostavku. Vodi Komitet za ugostiteljstvo i turizam. Godine 1951. postaje veleposlanik u Rimu, a 1952. u Londonu. Od 1956. do 1960. radi na raznim poslovima u Beogradu. Na poziv glavnog tajnika OUN postaje izvršni tajnik Europske ekonomske komisije OUN sa sjedištem u Ženevi. Ovu dužnost obavlja 1960. – 1970., kada odlazi u mirovinu. Kao poslanik Carnegijeve zaklade u izraelsko-palestinskom sukobu odradio je posljednji diplomatski zadatak. U mirovini, živio je u Zagrebu, a ljeti u Malom Lošinju.
Prije izlaska iz tiska njegove knjige Tajne i zamke II. svjetskog rata, u kojoj detaljno prikazuje i objašnjava promašaj četničkog vođe Draže Mihailovića, beogradski dnevnik Politika objavljivao je dijelove u desetak nastavaka. Navodno su u Valjevu i Kragujevcu bila organizirana javna ritualna spaljivanja tih brojeva novina.

## Djela
- Sjećanja, Zagreb, 1983.
- Tajne i zamke II. svjetskog rata  Arhivirana inačica izvorne stranice od 4. kolovoza 2007. (Wayback Machine), Zagreb: Prometej, 2002.
- autobiografski zapisi "Moj život - Vladimir Velebit", Fraktura 2016.g. koje je za objavljivanje priredio Tvrtko Jakovina.

## Vanjske poveznice
- Intervju s Vladimirom Velebitom (2004)  Arhivirana inačica izvorne stranice od 26. rujna 2007. (Wayback Machine)
- Prikaz knjige "Tajne i zamke II. svjetskog rata"  Arhivirana inačica izvorne stranice od 27. rujna 2007. (Wayback Machine)